# Доктор Сон
«Доктор Сон» (англ. Doctor Sleep) — роман американского писателя Стивена Кинга в жанре ужасов с элементами готики и тёмного фэнтези. Был опубликован 24 сентября 2013 года. Является продолжением романа «Сияние», опубликованного в 1977 году — главным героем романа «Доктор Сон» является Дэнни Торранс, взрослый сын Джека Торранса.
Роман посвящён американскому рок-музыканту Уоррену Зивону, умершему в 2003 году — Кинг и Зивон были близкими друзьями и иногда совместно выступали в составе группы «Rock-Bottom Remainders», о чём автор указывает в предисловии: «Уоррен! Этот вой — для тебя, где бы ты сейчас ни был. Мне очень не хватает тебя, дружище».
Роман вошёл в список бестселлеров по версии «Publishers Weekly» за 2013 год.

## Сюжет
Действие романа начинается в 1981 году, через 4 года после разрушения отеля «Оверлук» и гибели Джека Торранса. После получения компенсации от владельцев отеля 9-летний Дэнни Торранс и его 33-летняя мать Уэнди живут во Флориде и постепенно выздоравливают от полученных физических и психологических травм, но призраки из отеля «Оверлук» (в том числе миссис Масси, женщина из номера 217) продолжают преследовать Дэнни и пытаются лишить его дара «сияния». Приехавший после звонка Уэнди Ричард (Дик) Холлоранн, бывший шеф-повар отеля, учит Дэнни создавать в своём мозгу мысленные сейфы для заточения призраков, с чем Дэнни впоследствии успешно справляется.
Став взрослым, Дэнни (унаследовавший от своего отца пристрастие к алкоголю и агрессивное поведение) проводит годы, скитаясь по городам и штатам, пока в 2001 году он не добирается до Нью-Гэмпшира, где твёрдо решает бросить пить. Он поселяется в маленьком городке Фрейзер, где работает сначала в Муниципальном департаменте, а затем в местном хосписе и при этом исправно посещает собрания Анонимных алкоголиков. Во время работы в хосписе дар «сияния», долгое время подавляемый алкоголизмом, вновь проявляется в Дэнни и позволяет ему утешать умирающих пациентов; в этом ему помогает кот по кличке Аззи, который прогнозирует скорую смерть очередного пациента. Дэнни получает среди работников хосписа прозвище «Доктор Сон».
В это же самое время начинает проявлять свои собственные экстрасенсорные способности девочка Абра Стоун, родившаяся в 2001 году — через несколько месяцев после рождения она предсказывает теракты 11 сентября. Затем Абра медленно и непреднамеренно устанавливает телепатическую связь с Дэнни через Тони, его «воображаемого друга» детства. По мере того, как Абра растёт, связь становится более осознанной и добровольной, и её дар «сияния» становится сильнее дара Дэнни. В июле 2011 года 10-летняя Абра и 39-летний Дэнни телепатически становятся свидетелями ритуальных пыток и убийства 11-летнего «мальчика-бейсболиста» Брэдли Тревора, которые совершает «Истинный Узел» — группа охотников-кочевников, обладающих собственными экстрасенсорными способностями, которые периодически питаются «па́ром» — психической сущностью, которая освобождается во время пыток и убийств «сияющих» и продлевает их собственные жизни. Глава «Истинного Узла» (Роуз-в-Шляпе) узнаёт о существовании Абры и решает похитить её, но при этом сохранить Абре жизнь и заставлять её отдавать Роуз и остальным членам группы безграничный запас «пара».
Члены «Истинного Узла» вскоре начинают умирать от кори, подцепленной от убитого Брэдли Тревора; они верят, что «пар» Абры сможет их вылечить. Абра просит Дэнни о помощи и он раскрывает свою ментальную связь с Аброй её родителям (отцу Дэвиду и матери Люси) и их семейному врачу Джону Долтону; несмотря на злость и скептицизм, Дэвид соглашается объединиться с Дэнни для спасения своей дочери. Затём Дэнни, Долтон и Уильям (Билли) Фриман (друг Дэнни) устраивают вооружённый налёт на очередное место пребывания «Истинного Узла» и убивают нескольких его членов (в том числе Ворона, заместителя Роуз), но Дэнни понимает, что Роуз всё равно продолжит преследование Абры. Затем Дэнни телепатически навещает Кончетту (прабабушку Абры, которая умирает от рака в хосписе, в котором работает Дэнни), и узнает от неё, что он и Люси Стоун (мать Абры) сводные брат и сестра от одного отца — Джека Торранса; после смерти Кончетты Дэнни забирает её дух в себя. В это же время разногласия среди членов «Истинного Узла» приводят к распаду группы и у Роуз-в-Шляпе остаётся ещё меньше последователей.
После очередной неудавшейся попытки Роуз похитить Абру (она пресекла её с телепатической помощью Дэнни) она заманивает Роуз на встречу один на один в Скалистых горах в штате Колорадо на том самом месте, где стоял отель «Оверлук» и на котором теперь находится кемпинг, принадлежащий «Истинному Узлу»; туда отправляются Дэнни и Билли, а Абра помогает им, используя свою астральную проекцию. Дэнни выпускает дух Кончетты на оставшихся членов «Истинного Узла», который убивает их всех (для убийства одного из выживших членов группы Дэнни также освобождает призрака из одного из своих мысленных сейфов), и затем он и Билли в долгой психологической борьбе сражаются с Роуз и в итоге Дэнни выпускает призрака своего отца, который сталкивает Роуз-в-Шляпе со смотровой площадки кемпинга; Роуз падает на землю, ломает себе шею и умирает. Перед тем, как покинуть кемпинг, Дэнни видит, как его наконец обретший покой отец машет ему рукой на прощание.
В финале романа 44-летний Дэнни Торранс отмечает 15-летие жизни без алкоголя и посещает день рождения Абры, поздравляя её с 15-летием. Он рассказывает Абре о моделях алкоголизма и агрессивного поведения, распространённых в его семье, и предупреждает её не повторять их. Абра соглашается, что будет вести себя хорошо, но прежде чем они успевают закончить разговор, Дэнни вызывают обратно в хоспис, где он утешает своего умирающего от сильных травм (полученных в ДТП) коллегу Фредерика (Фреда) Карлинга, который в прошлом вызывал у него только неприязнь.

## История создания
По словам Стивена Кинга, ему стало интересно, что дальше случилось с мальчиком, который пережил тяжелую психологическую травму, его матерью и мистером Холларанном (который в романе у Кинга выжил, в отличие от фильма «Сияние» Кубрика).
Главным героем книги является выросший Дэнни, теперь уже Дэниэл Торранс, которому стукнуло 40 лет. Ужасающие события, которые произошли с ним и его родителями в зловещем отеле в горах, крайне негативно повлияли на психическое здоровье Дэнни, однако ничуть не уменьшили силу его «Сияния».
Во время промо-тура романа «Под куполом» в ноябре 2009 года Кинг сказал, что он, возможно, напишет продолжение «Сияния». Хотя сам роман «Сияние» был закончен Кингом на положительной ноте, мысль о том, как Дэнни Торранс сумел излечиться от психологических ран, нанесённых ему отелем «Оверлук», является (по мнению автора) достаточно хорошим поводом для создания продолжения. С 24 по 25 сентября 2011 года, выступая в Университете Джорджа Мейсона, Кинг впервые прочитал фрагмент из романа «Доктор Сон».

## Экранизация
В 2019 году роман был экранизирован режиссёром Майком Флэнаганом. Главные роли сыграли Юэн Макгрегор (Дэнни Торранс), Кайли Карран (Абра Стоун) и Ребекка Фергюсон (Роуз-в-Шляпе).